# Лілі Лабо
Лілі Лабо (англ. Lily Labeau); нар. 20 січня 1991 року, Вашингтон, США) — американська порноакторка, BDSM-модель і модель.

## Раннє життя
Народилася у Вашингтоні, в 9 років переїхала з батьками в Арізону.

## Порноіндустрія
Почала працювати моделлю у 2009 році. У порноіндустрію потрапила кілька місяців потому, в жовтні 2009 року. Вона також з'явилася на кількох японських AV фільмах.

## Фільмографія
2009
- Teen Idol 7
- I Fuck for Money 2
- Full Service Detail

2010
- The Connection
- Suck It Dry 8
- Shot Glasses 4
- She's Stretched to the Max
- I Fuck Myself
- Black Cock Addiction 9
- Fuck My Mom & Me 12
- I Love Big Toys 28
- Mother-Daughter Exchange Club 13
- To Protect and to Serve
- Lesbian House Hunters 4
- Legs Up Down Hose
- Girl Talk

2011
- Band of Bastards 2
- Band of Bastards 3

## Премії і номінації
- 2011 номінація на XRCO Award — Краща нова старлетка[4]
- 2012 номінація на Urban X — Найкраща сцена тріолізму — The Baby Sitters Gang (разом з Ешлі Оріон і LT)
- 2012 номінація на XBIZ Award — Female Performer of the Year[5]
- 2012 номінація на XBIZ Award — Supporting Acting Performance of the Year, Female — Taxi Driver: A Pleasure Династія Parody
- 2012 номінація на AVN Award — Best Actress — The Incredible Hulk XXX: A Porn Parody[6]
- 2012 номінація на AVN Award — Female Performer of the Year
- 2012 номінація на AVN Award — Most Outrageous Sex Scene — The Incredible Hulk XXX: A Porn Parody
- 2012 номінація на AVN Award — Best Supporting Actress — Pervert
- 2012 номінація на AVN Award — Best Boy/Girl Sex Scene — Pervert
- 2012 номінація на AVN Award — Best Girl/Girl Sex Scene — Prison Girls
- 2013 номінація на XBIZ Award — Female Performer of the Year[7]
- 2013 переможець XBIZ Award — Best Actress (Feature Movie) — Wasteland[8]
- 2013 номінація на XBIZ Award — Best Actress of the Year (Parody) — This ain't Nurse Jackie XXX
- 2013 переможець XBIZ Award — Best Scene (Feature Movie) — Wasteland
- 2013 номінація на AVN Award — Best Actress of the Year — Wasteland[9]
- 2013 номінація на AVN Award — Female Performer of the Year
- 2013 номінація на XRCO Award — Best Actress of the Year — Wasteland[10]